# NGC 6815
NGC 6815 је група звезда у сазвежђу Лисица која се налази на NGC листи објеката дубоког неба.
Деклинација објекта је + 26° 45' 32" а ректасцензија 19h 40m 44,0s. Привидна величина (магнитуда) објекта NGC 6815 износи 11,3.